# 遠輕站
44°03′37″N 143°31′14″E / 44.0604°N 143.5205°E
遠輕站（日语：／ Engaru eki */?）位於北海道紋別郡遠輕町，是北海道旅客鐵道（JR北海道）石北本線上的站。特急「鄂霍次克」（オホーツク）全班次與全部普通列車均有停靠，目前為遠輕町的代表站，自古以來即是重要的輻輳之地。2023年青春18車票春季海報採用本站前的轉轍口作為背景圖片。
名稱源自阿伊努語的「inkar-us-i」（適合眺望的地方），來自於所在地名以及車站附近的名勝「瞰望岩」。

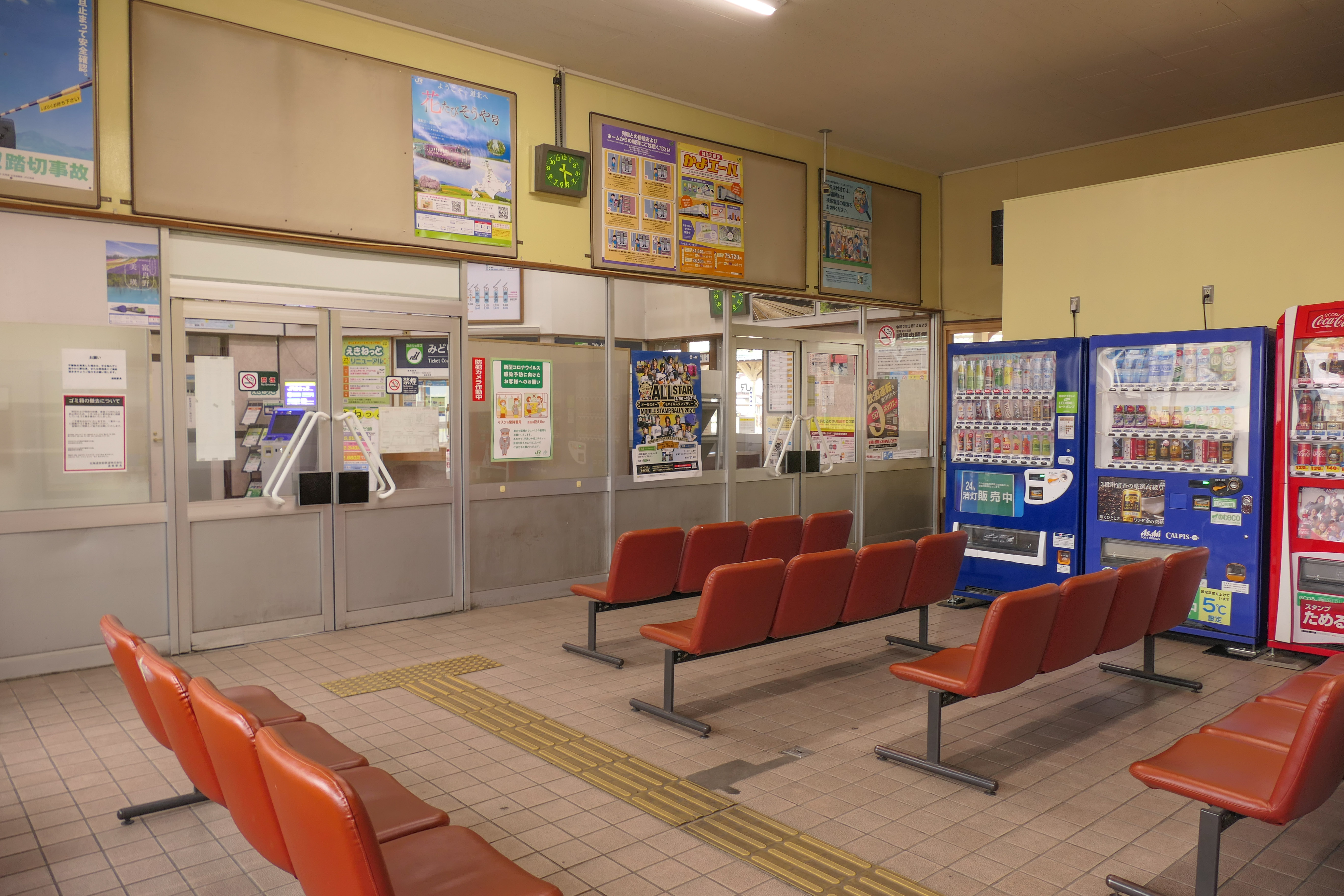
車站內部(2021年5月)

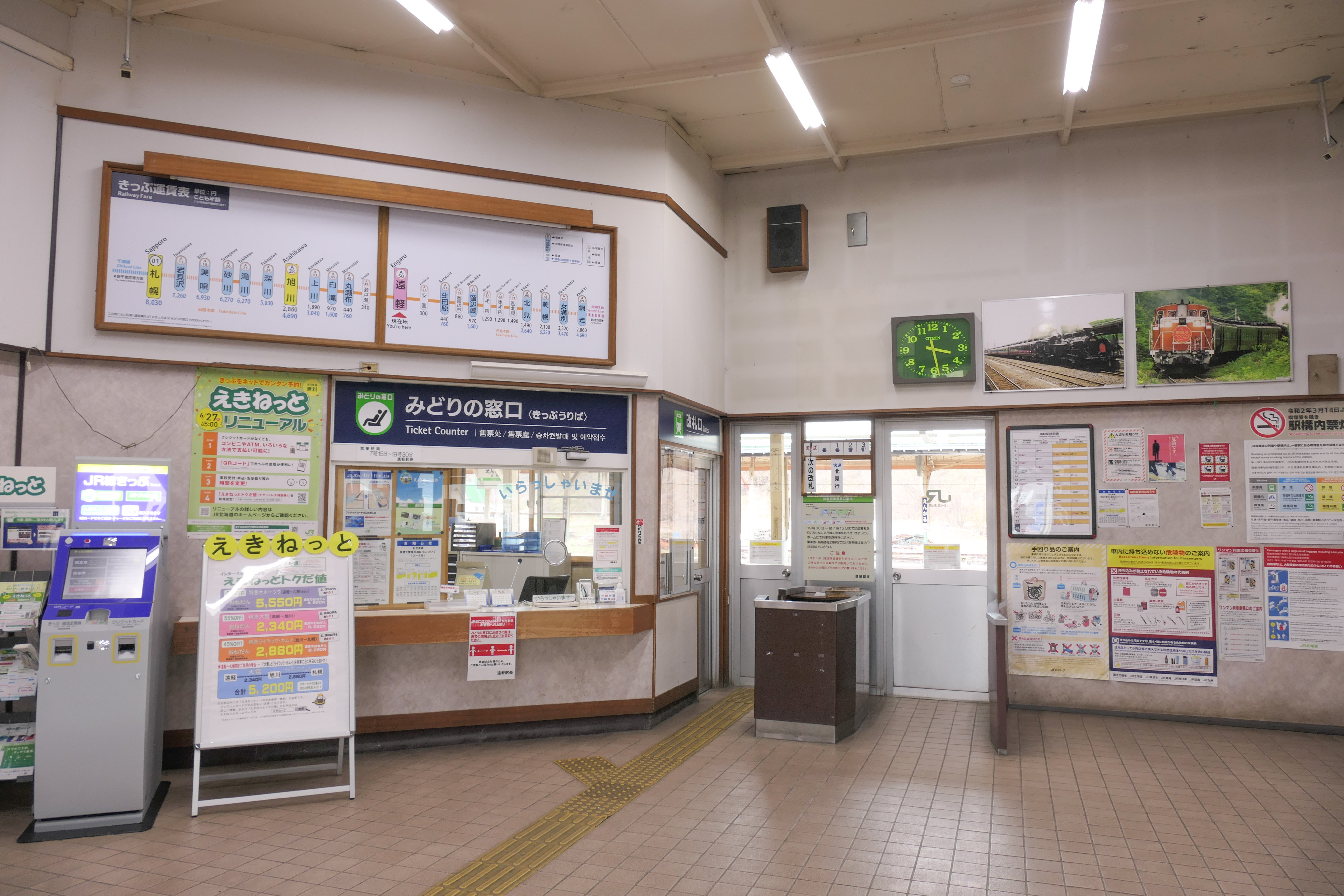
驗票口(2021年5月)

## 車站構造

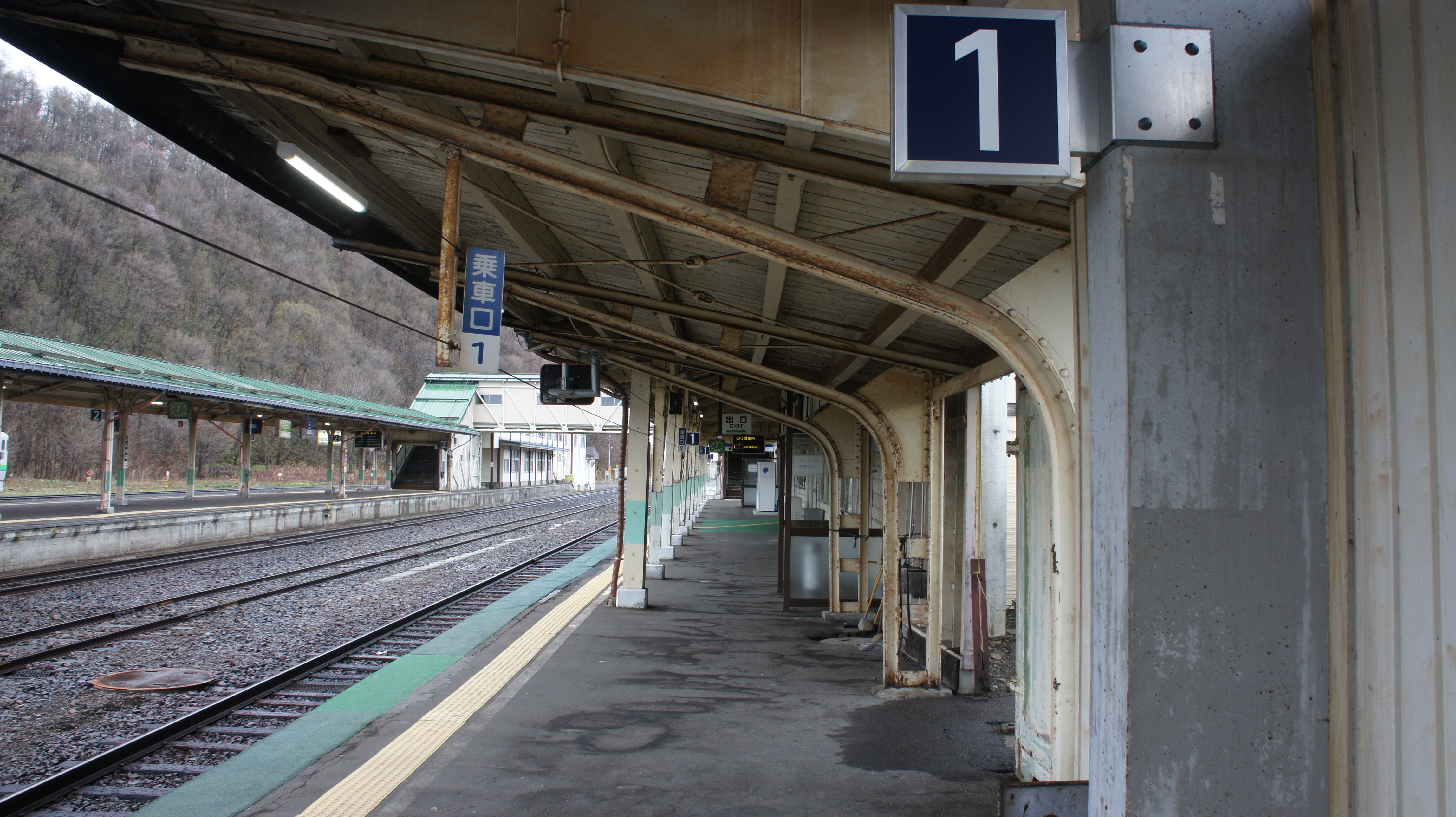
1號月台(2018年5月)

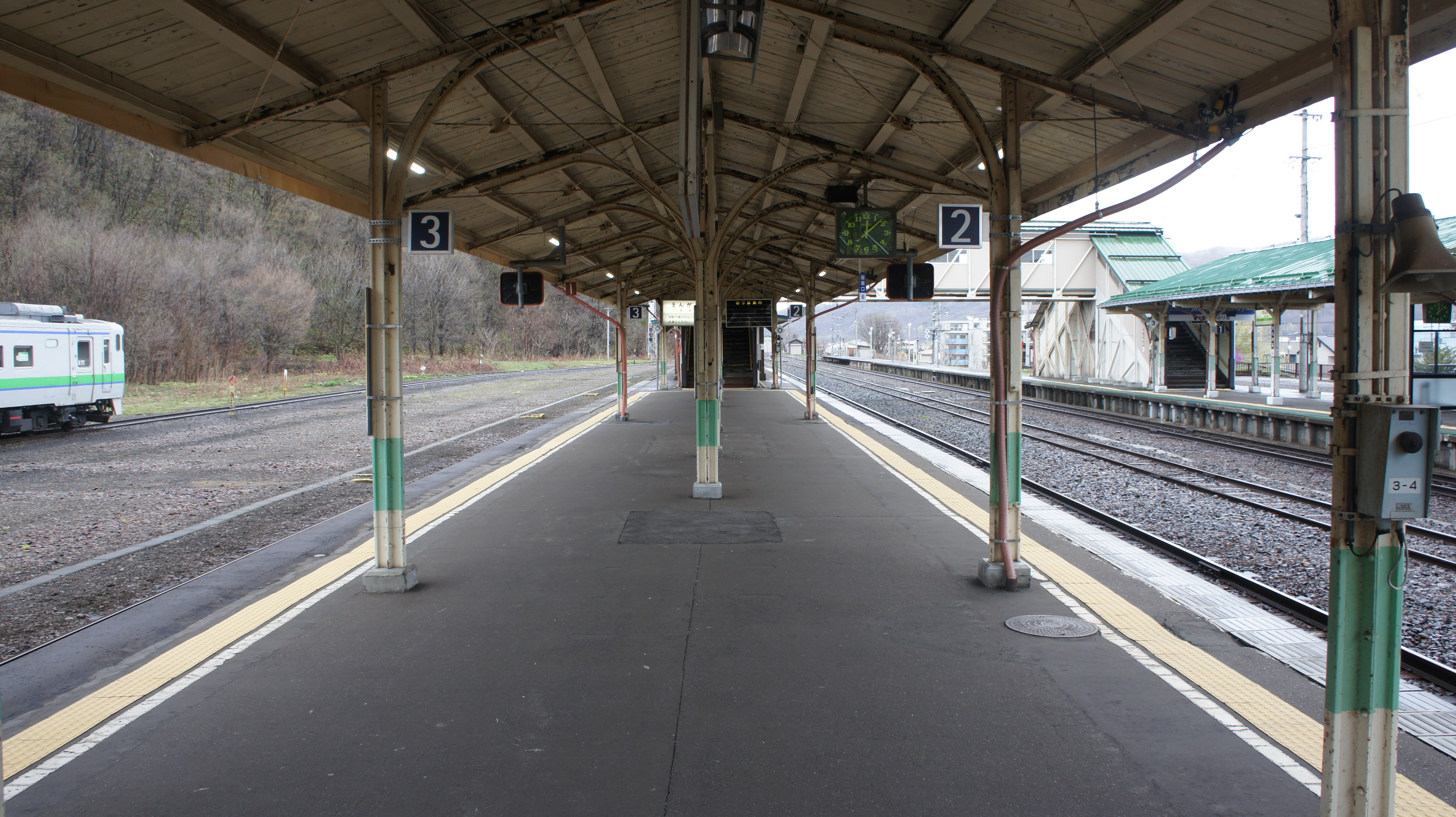
2號與3號月台(2018年5月)

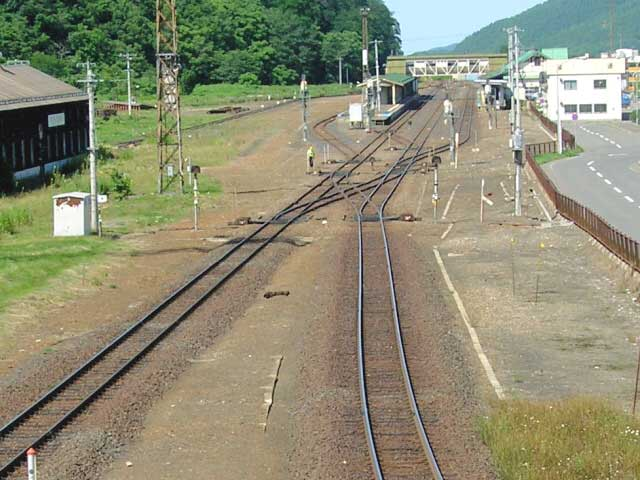
遠輕站的折返式構造，左方往旭川，右方往北見

本站設置側式與島式複合月台，共計2面4線的地面車站。中間另有一股留置線。
列車多半使用1號月台，上行普通車使用2號月台，部分下行普通車使用3號月台。
2007年（平成19年）10月1日改點後，特急列車於本站進行會車，下行列車亦開始使用2號月台。

### 月台配置
| 月台 | 路線      | 方向 | 目的地                 | 備註             |
| ---- | --------- | ---- | ---------------------- | ---------------- |
| 1    | ■石北本線 | 下行 | 生田原、北見、網走方向 |                  |
| 1    | ■石北本線 | 上行 | 白瀧、旭川、札幌方向   | （特急、特快）   |
| 2    | ■石北本線 | 上行 | 白瀧、旭川方向         | （普通）         |
| 3    | ■石北本線 | 下行 | 生田原、北見、網走方向 | （普通的一部分） |

為配置職員車站，車站大樓開放時間為05:30 - 22:00，設有綠窗口（營業時間07:35 - 19:50）、Kiosk、立食麵店等。清晨與夜間雖無車站職員，但處理運轉業務的職員全天駐守，事實上夜車未停駛前，遠輕站是24小時開放的。
遠輕站目前為北海道境內罕見的折返式車站。
以前若要搭乘火車由旭川往北見，主要途徑為先搭車至宗谷本線上的名寄，
後再轉車至名寄本線，經過紋別、中湧別，
最後從中湧別轉車至湧別線（湧別線區間為北見 - 遠輕 - 湧別，
1932年分割成一部份的石北本線北見站
 - 遠輕與一部分的名寄本線湧別 - 中湧別 - 遠輕）到達遠輕。
1932年（昭和7年）石北本線全線通車，在遠輕站連接後成為一個倒Y字形，由旭川經石北本線的列車在遠輕站必須調頭才能開往北見站
，這種運轉型態逐漸成為主流。1989年（平成元年）名寄本線廢線，線路也因此遺留成為折返式車站構造。

## 車站周邊
遠輕町的中心站。商店街位於北海道道333號遠輕停車場線，銀行、警察局等公共設施位於國道242號和北海道道244號遠輕芭露線。
- 遠輕町公所
- 遠輕警察署
- 遠輕郵便局（與日本郵便遠輕支店併設）
- 北海道勞動金庫　遠輕支店
- 遠輕信用金庫本店
- 北洋銀行遠輕支店
- 遠湧農業協同組合（JA遠湧）遠輕支所
- 太陽之丘遠輕公園（鳥瞰岩）
- 北海道遠輕高級中學

## 歷史
- 1915年（大正4年）11月1日 - 國鐵湧別輕便線下生田原（現在的安國） - 社名淵（後來的開盛）通車時設立。
- 1927年（昭和2年）10月10日 - 石北東線遠輕 - 丸瀨布間通車
- 1937年（昭和12年）12月 - 　設立北見鐵道公安室遠輕派出所。
- 1939年（昭和14年）6月 - 改組成北見鐵道公安室遠輕鐵道公安派出所。
- 1976年（昭和51年）2月 - 廢止北見鐵道公安室遠輕鐵道公安派出所。
- 1981年（昭和56年）5月 - 將手提行李業務委託給鐵道行李株式會社。
- 1984年（昭和59年）2月1日 - 廢止貨物業務。
- 1985年（昭和60年）3月14日 - 廢止行李業務。
- 1987年（昭和62年）
  - 4月1日 - 國鐵分割民營化後成為北海道旅客鐵道（JR北海道）轄下的車站。
  - 4月 - 遠輕站設立旅遊中心。
- 1989年（平成元年）5月1日 - 名寄本線廢線。
- 1994年（平成6年）2月 - 號誌處理所由中央月台移轉至站房內。

## 相鄰車站
北海道旅客鐵道（JR北海道）
■石北本線
- 特急「鄂霍茨克」、「大雪」停靠站

特別快速「北見」
丸瀨布（A48）－遠輕（A50）－安國（A51）
普通
瀨戶瀨（A49）－（新榮野）－遠輕（A50）－安國（A51）
- 為廢站

## 相關項目
- 石北本線
- 日本鐵路車站列表

## 外部連結
- （日語）JR北海道 – 遠輕車站 （页面存档备份，存于）
- （日語）全驛參觀之旅 （页面存档备份，存于）